# Energiewandler

Ordnung stufenweiser Energiewandlungen zur Stromerzeugung

Ein Energiewandler tauscht Energie zwischen einem System und der Umgebung in mindestens zwei Energieformen aus. Zum Beispiel wandelt ein Benzinmotor chemische Energie in mechanische Energie. Großtechnische Energiewandlungsanlagen wie Kraftwerke bestehen aus mehreren Energiewandlern, die stufenweise Primärenergieformen in technisch nutzbare Energieformen wie elektrische Energie oder thermische Energie (Prozess- und Fernwärme) umwandeln.
Energiewandlung nennt man entsprechend eine Kategorie von Prozessen, bei denen Energie zwischen einem System und der Umgebung in mindestens zwei  Energieformen ausgetauscht wird. Besonders für eine Energiewandlung in elektrische Energie ist auch der umgangssprachliche Begriff Energieerzeugung üblich und bezieht sich auf die nach dem Prozess zur Verfügung gestellte Energieform (elektrische Energie), siehe Stromerzeugung.

## Grundlagen
Energiewandlungen unterliegen physikalischen Gesetzmäßigkeiten. So ist die Energie in abgeschlossenen Systemen eine Erhaltungsgröße, kann also weder erzeugt noch vernichtet werden. Entscheidend beim technischen Einsatz ist der Wirkungsgrad der Wandlung, da bei realen Systemen nicht 100 % einer Energieform in eine andere überführt werden kann. Es treten dort immer Verluste in andere Kanäle auf, meist in Form von nicht genutzter Wärme, also thermischer Energie.
Beide Energieformen tragen nur in einem idealen Denkmodell keine Entropie, so dass Wandlungsverluste, meist Wärme, ein Perpetuum mobile absolut sicher verhindern. Die mit dieser Wärme verbundene und im Prozess erzeugte Entropie stellt das vom Zweiten Hauptsatz der Thermodynamik in realen Prozessen geforderte Anwachsen der Gesamtentropie sicher.

## Beispiele
Fast alle technischen und biologischen Prozesse sind mit der Umwandlung von Energie verbunden. Daher gibt es Beispiele von Energiewandlern  für fast alle Paare von Energieformen.

### Elektromotor
Ein Elektromotor wandelt elektrische Energie in kinetische Energie.

### Dampfturbine
Eine Dampfturbine treibt einen elektrischen Generator an, es wird thermische Energie in elektrische Energie gewandelt. Die der Turbine bei der Temperatur T1 zugeführte Wärme ΔQ1 trägt die Entropie ΔS1 = ΔQ1/T1 mit sich. Die erzeugte elektrische Energie ΔW trägt keine Entropie. Würde die gesamte Wärme in elektrische Energie gewandelt, so würde dabei die Entropie ΔS1 verschwinden, was aber dem Zweiten Hauptsatz widerspräche. Die Turbine muss also eine Abwärme ΔQ2 mit der Temperatur T2 abgeben, welche mindestens die Entropie ΔS1 trägt. Es gilt daher für die Energie: ΔQ1 = ΔW + ΔQ2 und für die Entropie: ΔS2 ≥ ΔS1 ⇔ ΔQ2/T2 ≥ ΔQ1/T1. Aus der zweiten Gleichung folgt ΔQ2 ≥ ΔQ1 · T2/T1. Diese Abwärmeverluste ΔQ2 sind wegen des Zweiten Hauptsatzes zwingend notwendig und können bei vorgegebenen Temperaturen T1 und T2 durch keine technischen Maßnahmen unterschritten werden. Diese Grenze des Wirkungsgrades für eine Wärmekraftmaschine ist in theoretischen Kreisprozessen wie dem Carnot-Prozess realisiert. Dazu kommen noch technisch bedingte Wandlungsverluste.

### Solarenergie
Der Wirkungsgrad von Wandlungen steigt mit den Temperaturunterschieden (oder deren Äquivalent), die im Wandlungssystem genutzt werden können. Beispielsweise findet zunehmend der photoelektrische Effekt in der Photovoltaik Verwendung. Die durch die direkte photoelektrische Wandlung erzielten Wirkungsgrade liegen aber heute noch unterhalb der konventionellen, doppelten thermisch-mechanisch-elektrischen Wandlung. Viel höhere Temperaturunterschiede treten dagegen bei Sonnenwärmekraftwerken auf, in denen beispielsweise die durch Spiegel konzentrierte Strahlungsenergie erst durch Absorption in thermische, dann konventionell in mechanische und schließlich elektrische Energie umgewandelt werden.
| nach → ↓ von        | Mechanische Energie | Thermische Energie | Strahlungsenergie    | Elektrische Energie | Chemische Energie | Nukleare Energie                    |
| ------------------- | ------------------- | ------------------ | -------------------- | ------------------- | ----------------- | ----------------------------------- |
| Mechanische Energie | Getriebe            | Bremsen            | Synchrotronstrahlung | Generator           |                   | Reaktionen im Teilchenbeschleuniger |
| Thermische Energie  | Dampfturbine        | Wärmeübertrager    | Schwarzer Strahler   | Thermoelement       | Hochofen          | Supernova                           |
| Strahlungsenergie   | Radiometer          | Solarkollektor     | Nichtlineare Optik   | Solarzelle          | Photosynthese     | Kernphotoeffekt                     |
| Elektrische Energie | Elektromotor        | Elektroherd        | Blitz                | Transformator       | Akkumulator       |                                     |
| Chemische Energie   | Muskel              | Ölheizung          | Glühwürmchen         | Brennstoffzelle     | Kohlevergasung    |                                     |
| Nukleare Energie    | Atombombe           | Kernreaktor        | Gammastrahlen        | Radionuklidbatterie | Radiolyse         | Brutreaktor                         |